# Rieulay
Rieulay és un municipi francès, situat a la regió dels Alts de França, al departament del Nord. L'any 2006 tenia 6.040 habitants. Limita al nord amb Marchiennes, a l'est amb Wandignies-Hamage i Fenain, al sud amb Somain, al sud-oest amb Pecquencourt i Bruille-lez-Marchiennes i a l'oest amb Vred i Pecquencourt.

## Demografia
| 1962                                       | 1968  | 1975  | 1982  | 1990  | 1999  | 2006  |
| ------------------------------------------ | ----- | ----- | ----- | ----- | ----- | ----- |
| 1.071                                      | 1.034 | 1.088 | 1.271 | 1.278 | 1.423 | 1.450 |
| Des de 1962: població sense dobles comptes |       |       |       |       |       |       |

## Administració
| Període   | Identitat        | Partit |
| --------- | ---------------- | ------ |
| 2001-2006 | Daniel Mio       |        |
| 2006-     | Laurent Houllier | PS     |